# Post scriptum
Un post scriptum (locuzione latina che tradotta letteralmente significa "dopo quanto è stato scritto"), abbreviato in p.s. o poscritto, è una breve aggiunta o un ultimo appunto, a conclusione di una lettera già firmata o, più in generale, di un qualunque messaggio scritto, inclusi SMS e posta elettronica.

## Uso
Il testo del post scriptum, di norma, è preceduto dall'abbreviazione "P.S."
Esiste la possibilità di accodare eventuali ulteriori poscritti, generalmente indicati con gli acronimi P.S.S. (post super scriptum, "dopo quanto scritto sopra"), P.P.S. (post post scriptum, "dopo dopo quanto è stato scritto") e così via; tuttavia solo il primo viene generalmente utilizzato.